# Винниченко Богдан Іванович
Винниченко Богдан Іванович — (12 квітня 1932, Коломиї Станіславської області (тепер Івано-Франківська область) — 7 квітня 2022, Львів) — доцент хірургії, проректор Львівського державного медичного університету, український політичний і громадський діяч, член Республіканської Християнської партії.

## Сім'я і дитинство
Богдан Іванович народився у м. Коломиї Станіславської області (тепер Івано-Франківська область) 12.04.1932 року. Тут пройшло його раннє дитинство. З часом сім'я переїхала у Мельнице-Подільськ біля Дністра на Тернопільщину. Там пішов у 1-й клас.
Батько — Іван Винниченко після закінчення навчання на юридичному факультеті у Празі, працював адвокатом. Крім цього був громадсько-політичним діячем, головою просвіти Мельнице-Подільська, замісником голови УНДО, а в минулому — чотарем січових стрільців. Цього було повністю достатньо, щоб із приходом більшовиків на терени Західної України його арештувати. Почались нелегкі дні життя і тікаючи від НКВС, Богдан був змушений зі своєю мамою повернутись до Коломиї, де і продовжив навчання у Коломийській школі.
З початком II світової війни Богдан із мамою раділи і чекали, що повернеться батько. Але цього не сталось. Натомість прийшло нове горе: у 1943 році німці переслідуючи членів ОУН арештували маму і таким чином одинадцятирічний Богдан залишився круглим сиротою. Ним опікувалась бабуся — Лазаренко Марія, яка працювала вчителькою і добре знала німецьку мову. Вона неодноразово ходила у гестапо і просила, щоб звільнили доньку. Однак тільки через рік, коли німці відступали від більшовицької орди, після знущань і тортур мама була звільнена. У цей час він навчався у першому класі Коломийської гімназії, а з поверненням радянської влади продовжив навчання, як і всі гімназисти, у Коломийській СШ № 1, яку закінчив у 1950 році. Цього ж року поступив у Львівський медичний інститут. Успішно його закінчив.

## Початок наукової роботи
Із 1956 року працював спочатку головним лікарем Загірянської дільничої лікарні, а потім хірургом і замісником головного лікаря Заложцівської районної лікарні. З 1959 року по 1961 рік навчався у клінічній ординатурі [[Тернопільський медичний інститут|Тернопільського медичного інститутуъъ. Його керівник — проф. Коморовський Ю. Т. привив любов до науки і він почав писати дисертацію. У 1964 році переїхав у Львів і працював ординатором хірургічного відділу обласної лікарні. У 1970 році захистив дисертацію на тему «Прогностичний тест даммінг синдрому». З 1969 року працював асистентом кафедри шпитальної хірургії, а з 1970 року — асистентом кафедри загальної хірургії. Написав 79 наукових статей. З 1991 року — доцент кафедри загальної хірургії.

## Громадська і політична діяльність
З початком відлиги Горбачова активно поринув у політичну роботу: став членом і організатором товариства української мови в інституті, членом громадсько-політичної організації «Рух», членом УРП (Української Республіканської Партії). Брав активну участь у відновленні УЛТ (Українське Лікарське Товариство), брав активну участь о передвиборній компанії до "Верховної Ради Союзу (1989 р.) і до Верховної Ради України (1990 р.) з метою сприяння входженню у Раду український патріотів, був організатором референдуму України на Закарпатті (1991 р.), брав активну участь в організації студентського голодування в Києві (1991 р.), активно виступав у цей період на «Вічах» перед населенням України і студентами, викриваючи нелюдські і антиукраїнські дії комуністичної партії. З цією метою надруковано у журналах і газетах понад 100 статей. З 2011 року по 2013 рік працював головою Львівського обласного відділення ВОВ (Всеукраїнське Об'єднання Ветеранів України). З прохання і рекомендації громадської організації «Рух» і за наказом ректора Львівського медичного інституту з 1991 року призначений проректором із національного відродження. На даній посаді працював до 2000 року.
«В даний час Богдан Іванович всі свої сили і знання віддає на виховання української молоді у національно-патріотичному дусі, а також на освоєння ними Медичної науки»

## Доля батька
«Все життя мене турбувала доля мого батька, і тому у 1987 році я написав листа до Горбачова М. С. з проханням допомогти мені вияснити, що сталося із моїм батьком після його арешту. Через три місяці я був викликаний до обласного КДБ Тернополя, де капітан КГБ Антонюк Дмитро повідомив, що батько загинув від рук слідчого НКВД Чоботова Олексія під час допитів у 1940 році. І коли я повідомив слідчому Антонюку, що дочка Чоботова працює зараз зі мною у лікарні — він хвилину помовчав, а потім сказав передайте їй, що її батько закатував під час допитів Вашого батька.
Така була трагічна і неприємна новина.»

## Нагороди і відзнаки
Нагороджений 5–ма почесними грамотами Львівської обласної адміністрації і Львівської обласної ради.
ЗА період боротьби за незалежність України і виховання молоді у національно-пітріотичному дусі нагороджений:
- Медаллю до 60 роковин УПА;
- Медаллю до 70 роковин УПА;
- Медаллю до 90 роковин ЗУНР;
- Медаллю до 20 роковин незалежності України;
- Медаллю Романа Шухевича;
- Медаллю український малолітній політвязень;
- Найвищою відзнакою Львівської міської Ради-орденом Святого Георгія;